# Owen-Stoltenbergov plan
Owen-Stoltenbergov plan ili službeno Ustavni sporazum o Savezu Republika Bosne i Hercegovine bio je posljednji neuspješni mirovni plan za okončanje rata u Bosni i Hercegovini. Autori plana bili su kopredsjednik Međunarodne konferencije o bivšoj Jugoslaviji (MKBJ) David Owen i dopredsjednik Nadzornog odbora MKBJ-a Thorvald Stoltenberg. Plan je bio predstavljen 30. srpnja 1993., no propao je odmah idući dan povlačenjem potpisa Alije Izetbegovića.

## Sporazum
Sporazum je prvotno imao četiri dijela:
1. Ustavni sporazum Saveza Republika Bosne i Hercegovine,
2. okončanje sukoba,
3. suradnja u pogledu humanitarne djelatnosti,
4. preliminarni sporazum s Republikom Hrvatskom o primjeni Konvencije iz 1965. o tranzicijskoj trgovini zemalja bez izlaza na otvoreno more.

### Podjela vlasti
Prema ovom mirovnom planu, Savez Republika Bosne i Hercegovine činile bi tri konstitutivne republike, a svaka bi obuhvaćala po jedan konstitutivni narod. Savez Republika BiH trebao je biti subjekt međunarodnog prava i biti članica Ujedinjenih naroda. Na čelu izvršne vlasti bilo bi tročlano Predsjedništvo, a predsjedavajući bi predstavljao SR BiH, s tim da bi se na tom položaju izmjenjivali članovi Predsjedništva svaka četiri mjeseca. Odluke Predsjedništva donosile bi se konsenzusom.
Uz Predsjedništvo, nositelj izvršne vlasti bilo bi i Vijeće ministara, koje bi se sastojalo od "premijera, ministra vanjskih poslova i drugih ministara", a postavljalo bi ih Predsjedništvo.
Zakonodavno tijelo je prema mirovnom sporazumu trebao biti Sabor Saveza Republika Bosne i Hercegovine koji bi se sastojao od 120 zastupnik, s tim da bi se iz svake republike birala po trećina zastupnika.
Sudbenu vlast bi imali Vrhovni sud, Ustavni sud i Sud za ljudska prava.

### Konstitutivne republike
Prema mirovnom planu, svaka konstitutivna republika trebala je usvojiti vlastiti ustav, a pretpostavka nadležnosti bila je u korist republika.
Svaka je republika trebala organizirati i upravljati svojim uniformiranim snagama, s tim da bi one trebale imati proporcionalno uravnotežen nacionalni sastav. Niti Savez Republika BiH, niti bilo koja od njezinih republika, nisu mogle zadržati svoje vojne snage prema ovom planu. Sve vojne snage trebale su se progresivno razoružati pod nadzorom UN-a i Europske zajednica od dana stupanja ovog mirovnog plana na snagu. Tim planom trebala se postići demilitarizacija Bosne i Hercegovine.
Dodatkom je regulirano i izdvajanje iz Saveza Republika BiH tako da je određeno da se niti jedna republika ne može izdvojiti bez suglasnosti svih republika. Svaka republika imala bi pravo uložiti žalbu Vijeću sigurnosti na jednu od takvih odluka, a odluka Vijeća sigurnosti trebala je biti konačna. Zanimljivost u dodatku je ta što je njime određeno da će u slučaju izdvajanja republika, Neum, dijelovi općine Stolac i Brčkog ostati dio SR BiH. Ovim dodatkom posebno je reguliran status okruga Sarajevo i općina grada Mostara u čijoj je upravi trebala sudjelovati Europska zajednica. Za Mostar je bilo određeno da bude glavni grad konstitutivne republike s hrvatskom većinom.
S ustavnopravnog gledišta, ovaj mirovni plan imao je karakteristike konfederalnog uređenja, a stavljao je i pod pitanje opstanak Bosne i Hercegovine. Zbog tih razloga, prilike za njegovo ostvarenje bile su minimalne, a posljedica na terenu je bila slična prethodnim mirovnim sporazumima - ratnim sredstvima ovladati što većim nacionalnim područjem.

## Povijest
Nakon propasti Vacne - Owenovog plana, tzv. "petorka" - SAD, Ujedinjeno Kraljevstvo, Francuska, Rusija i Španjolska pokrenule su Program zajedničke akcije, kojim je pokrenuta nova diplomatska akcija za pronalaženje mirovnog rješenja za rat u BiH. U sklopu tog Programa nastao je i Owen - Stoltenbergov plan.
Thorvald Stoltenberg zamijenio je Cyrusa Vancea na mjestu kopredsjednika Nadzornog odbora Međunarodne konferencije o bivšoj Jugoslaviji. Novi prijedlog bio je nazvan Ustavni sporazum o Savezu Republika Bosne i Hercegovine. Nakon višemjesečnih pregovora, prema ovome planu, Savez Republika Bosne i Hercegovine su trebale činiti tri konstitutivne republike.
Alija Izetbegović tražio je Neum i dio područja u sjeverozapadnoj Bosni jer je smatrao, da ako to ne dobije, muslimanska država neće biti održiva. Iako je problem bio lako rješiv, američki predstavnici olako su prihvatili Izetbegovićeve žalbe, odbijajući pomoći u pronalaženju rješenja. Konačno je muslimansko vodstvo, uz podršku SAD-a, odbacilo ovaj mirovni plan jer bi njime dobili manje teritorija nego što su očekivali. Muslimanima je ponuđeno 33.3% područja današnje BiH, međutim, danas Bošnjaci upravljaju sa znatno manjim udjelom.